# Кућа Тодора Манојловића
Кућа Тодора Манојловића је висока приземница, правоугаоне основе, постављена на регулациону линију улице. Наглашеног је централног ризалита  који се завршава високим забатом који асоцира на барокну киблу али има сецесијску извијеност. У средини забата је већи тавански отвор у облику четворолисног цвета. Иза забата је високи стрми кров, покривен бибер црепом. Фасада је временом изгубила своју оригиналну декорацију.
Кућу је за  себе подигао грађевински мајстор и предузимач Јанош Мершбахер. Након Другог светског рата, од 1944. године у кући је живео и радио песник, драмски писац, преводилац и критичар Тодор Манојловић, до своје смрти 1968. године.
Током 2010. године нови власник куће је адаптирао простор за своје потребе.  кров је обновљен, постављена је нова грађа и нов бибер цреп. Фасада је делимично урађена по мерама Завода.

## Галерија
- Кућа Тодора Манојловића шездесетих година 20. века
- Спомен-плоча Тодору Манојловићу